# Sri Lanka en los Juegos Olímpicos de Seúl 1988
Sri Lanka estuvo representada en los Juegos Olímpicos de Seúl 1988 por seis deportistas, cuatro hombres y dos mujeres, que compitieron en tres deportes.
El portador de la bandera en la ceremonia de apertura fue el tirador Daya Rajasinghe Nadarajasingham. El equipo olímpico esrilanqués no obtuvo ninguna medalla en estos Juegos.